# Haworthia mucronata var. rycroftiana
Haworthia mucronata var. rycroftiana, és una varietat de Haworthia mucronata del gènere Haworthia de la subfamília de les asfodelòidies.															

## Descripció
Haworthia mucronata var. rycroftiana és una petita varietat de Haworthia mucronata de color més clar. Les seves fulles són llises i gruixudes amb la punta de la fulla acuminada curta i són més ovades i erectes que altres espècies de mucronata. Fa fillols i forma petits grups a l'hàbitat.

## Distribució i hàbitat
Aquesta varietat creix a la província sud-africana del Cap Occidental, concretament es troba a la vall del riu Gouritz, on creix en escarpades gorges i roques sobre el riu. La majoria de les plantes són llises, però també es poden trobar pocs clons amb espines.

## Taxonomia
Haworthia mucronata var. rycroftiana va ser descrita per (M.B.Bayer) M.B. Bayer i publicat a Haworthia Revisited: 124, a l'any 1999.
Etimologia
Haworthia: nom en honor del botànic britànic Adrian Hardy Haworth (1767-1833).
mucronata: epítet llatí que significa "punxegut" i fa referència a la forma de la fulla.
var. rycroftiana: epítet
Sinonímia
- Haworthia rycroftiana M.B.Bayer, J. S. African Bot. 47: 795 (1981). (Basiònim/Sinònim substituït).[5]